# 7103 Wichmann
7103 Wichmann eller 1953 GH är en asteroid i huvudbältet som upptäcktes den 7 april 1953 av den tyske astronomen Karl Wilhelm Reinmuth i Heidelberg. Den har fått sitt namn efter den tyske astronomen Moritz Ludwig Georg Wichmann.
Asteroiden har en diameter på ungefär 8 kilometer och den tillhör asteroidgruppen Eos.